# Miotła (roślina)
Miotła (Apera Adans.) – rodzaj roślin należący do rodziny wiechlinowatych. Obejmuje 5 gatunków. Rośliny te występują w całej Europie, północnej Afryce, północnej i zachodniej Azji, a jako introdukowane także na innych kontynentach. Do flory Polski należy jeden gatunek – miotła zbożowa Apera spica-venti będący zadomowionym antropofitem.

## Systematyka
Pozycja systematyczna według APweb (aktualizowany system APG IV z 2016)
Rodzaj należący do rodziny wiechlinowatych (Poaceae), rzędu wiechlinowców (Poales). W obrębie rodziny należy do podrodziny wiechlinowe (Pooideae), plemienia Poeae, podplemienia Agrostidinae.
Pozycja rodzaju w systemie Reveala (1994–1999)
Gromada okrytonasienne (Magnoliophyta Cronquist), podgromada Magnoliophytina Frohne & U. Jensen ex Reveal, klasa jednoliścienne (Liliopsida Brongn.), podklasa komelinowe (Commelinidae Takht.), nadrząd Juncanae Takht., rząd wiechlinowce (Poales Small), rodzina wiechlinowate (Poaceae (R. Br.) Barnh.), rodzaj miotła (Apera Adans.).
Wykaz gatunków
- Apera baytopiana Dogan
- Apera intermedia Hack.
- Apera interrupta (L.) P.Beauv.
- Apera spica-venti (L.) P.Beauv. – miotła zbożowa
- Apera triaristata Dogan